# کراستاوچه
کراستاوچه (به صربی: Krastavče) یک منطقهٔ مسکونی در صربستان است که در Gadžin Han واقع شده‌است.